# Fertőd
Fertőd – miasto na Węgrzech, w Komitacie Győr-Moson-Sopron, w powiecie Sopron-Fertőd.
Znajduje się w nim dawne międzynarodowe drogowe przejście graniczne z Austrią.

## Zabytki
Znajduje się tu zamek Esterháza, którego budowę rozpoczęto w latach 70. XVIII wieku.